# Елевтериос Венизелос (улица в Солун)
„Елевтериос Венизелос“ (на гръцки: Οδός Ελευθερίου Βενιζέλου) е основна улица в македонския град Солун, Гърция.

## Описание
Улицата започва от крайбрежната „Ники“. Върви в североизточна посока и стига до „Агиос Димитрос“, откъдето продължава в Горния град под името „Стефанос Драгумис“.

## История
Улицата е отворена по време на мандата на солунския валия Мехмед Сабри паша (1869 – септември 1871) и в 1898 година е кръстена на него „Сабри паша“. Улицата трябва да привлече търговската дейност в града и има обща дължина 1,5 km като свързва тогавашния площад „Олимп“ с Конака. Когато Солун влиза в Гърция илицата получава името „Венизелос“ по името на премиера Елевтериос Венизелос. В 1920 година Венизелос губи изборите и новото правителство прекръщава улицата на „Ермис“. В 1922 година отново е преименувана на „Венизелос“, но в 1936 година, режимът на Метаксас я нарича „Василевс Константиос“. На 24 септември 1945 година Общинският съвет окончателно ѝ дава днешното име.